# 科羅溫火山

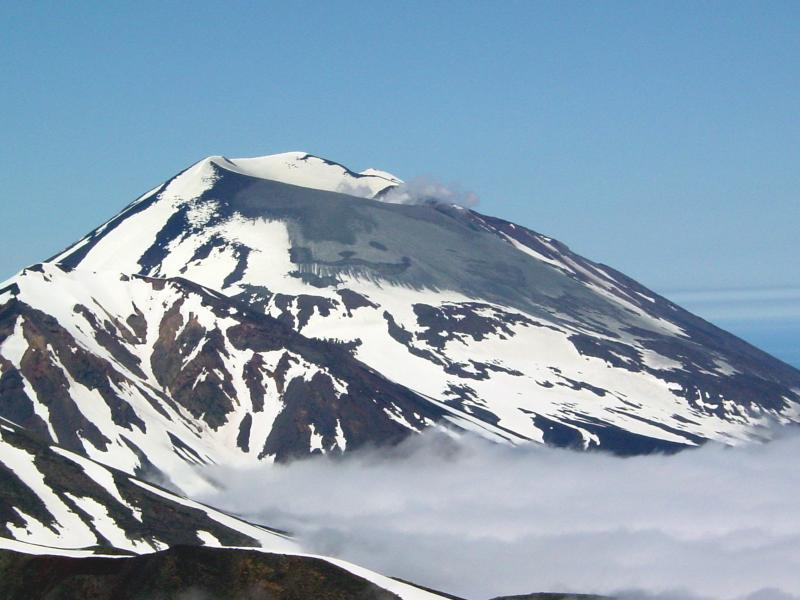

科羅溫火山是美國的火山，位於阿特卡島，由阿拉斯加州負責管轄，海拔高度1,533米，山體由玄武岩和英安岩形成，最近一次火山噴發在2006年發生。

## 外部連結
- Alaska Volcano Observatory （页面存档备份，存于）